# Bitva u Fraustadtu
Bitva u Fraustadtu byla bitvou severní války, jež se odehrála 13. února 1706 mezi Švédskem a Saskem na polském území.

## Příprava na bitvu
Saský generál Johann von der Schulenburg byl vmanévrován se svou armádou do pozice, která byla optimální pro švédskou armádu. Carl Gustav Rehnskiöld za tímto účelem stáhl své síly ze Sławy do Fraustadtu. Saská armáda měla zhruba 9000 mužů, z toho byl zhruba 4200 mužů jezdectva. Ruská armáda byla v počtu 6300 mužů. Švédské síly byly početně slabší. Sasko-ruská armáda zaujala silné obranné postavení, které bylo umístěno ve dvou liniích. Před jeho opevněním byla zamrzlá jezera a bažiny. Přední část pěchoty stojící uprostřed byla navíc chráněna překážkami, tzv.španělskými jezdci. Švédská armáda byla umístěna obdobně.

## Bitva
Na levém křídle měla švédská jízda potíže s navigací po zamrzlých bažinách, ale saská jízda toho nevyužila. Po přeskupení Švédové zaútočili třikrát proti saským regimentům Garde du Corps a Chevaliers Garde, což vedlo k jejich úplnému zničení. Plukovník Ernst Detlof von Krassow byl velitelem švédské kavalérii na pravém křídle. Obešel vesnici Osowa Sień a levé křídlo ruských vojsk a s 12 dragounskými eskadrony zaútočil na saskou kavalérii chránící ruské křídlo. Tento švédský manévr měl na saskou kavalérii devastující účinek a vyvolal paniku na opačném křídle saské armády. Švédský plukovník postupoval v týlu nepřítele se svými dragouny ve směru hodinových ručiček a vyřazoval jeden saský pluk za druhým z boje.
Na levém saském křídle naproti Rehnskiöldově pěchotě byla umístěna ruská pěchota, která byla špatně vycvičena oproti saské a byl důvod ji proti protivníkovi skrýt. Švédská pěchota pod palbou dělostřelectva a mušket zahájila čelní útok na sasko-ruské pěchotní pozice. Jakmile si Carl Rehnskiöld všiml, že levé křídlo nepřátelské linie obsadily slabší ruské jednotky, nasměroval svou pěchotu do těchto pozic, na které v té době zaútočila zezadu i kavalérie plukovníka Ernsta von Krassova. Pravé saské křídlo se drželo pevně vůči švédské pěchotě a způsobovalo Švédům velké ztráty. Situace na bojišti se náhle změnila, když švédská kavalérie zaútočila na Sasy zezadu přes zmrzlou bažinu. Sasko-ruská armáda se rozpadla na části a její hlavní část uprchla na jih do Fraustadtu. Švédská kavalérie narazila na prchající Sasy a Rusy, kteří se ocitli v obležení a následně i v zajetí švédské kavalérie a také pěchoty. Sasko-ruské jednotky se v bezvýchodné situaci rozhodly kapitulovat. Po bitvě, kde ruské a saské ztráty byly několik tisíc mužů, nechal švédský generál Carl Rehnskiöld popravit 500 ruských válečných zajatců. Tímto způsobem oplácel Rusům krutosti, kterých se dopustili v pobaltských oblastech.

## Následky
Saský kurfiřt August II. Silný se musel po bitvě vzdát polské koruny. Švédský král Karel XII. vpadl do jeho Saska, které okupoval do roku 1707 a kde uzavřel dvě mírové smlouvy z Altranstädtu u Lipska - se Saskem a Rakouskem. Pak mohl zahájit své tažení do Ruska, které vedlo k bitvě u Poltavy.